# Ramir Bruguera Borràs
Ramir Bruguera Borràs (Reims, 1908 – Perpinyà, 2004) fou un ebenista i membre actiu de la junta del Centre Fraternal, fou un aficionat a la fotografia i formà part del Comité Popular Antifeixista. Durant la Guerra Civil treballà als Talleres Trill. El 1938 marxà a França, des d'on pogué ajudar els refugiats palafrugellencs. El 1939 va ser fet presoner pels alemanys, però es va poder escapar.

## Biografia
Va néixer a França l'any 1908, fill de pares palafrugellencs (Joan Bruguera Cateura i Maria Borràs Balmaña); la seva professió era la d'ebenista a can Josep Poch Parals, on feia mobles. Va ser un dels fundadors del Bloc Obrer i Camperol a Palafrugell (quan tenia 17 o 18 anys). Membre actiu de la junta del Centre Fraternal, va realitzar un catàleg de la biblioteca junt amb Rafael Regualta. Aficionat a la fotografia, són seves les fotografies de la inauguració de l'exposició d'artistes comarcals a l'Escola d'Arts i Oficis, entre d'altres. Participa de l'activitat cultural del seu temps i figura a la fotografia del Palafrugell Cocktail (1927).
El fet de ser ciutadà francès, el feu anar a França el 1928, a l'edat de 20 anys, per fer el servei militar. Quan va tornar, ja no va trobar la feina de can Josep Poch, però es va assabentar que faltava gent a Can Trill.
En esclatar la Guerra Civil formà part del Comitè Popular Antifeixista. Durant la guerra continuà treballant a Can Trill, però, amb la nacionalització de la indústria, el taller començà a produir espoletes per a obusos. Malgrat això, la feina de Ramir continuava sent amb fusta: feia caixes per a 10 o 12 espoletes. Va marxar a França el Nadal de 1938 i s'establí a Perpinyà. Acabada la Guerra Civil, gràcies a la seva condició de ciutadà francès, ajuda a refugiats palafrugellencs que es troben internats en els camps de concentració i manté correspondència amb ells i/o els seus familiars. Participà activament en l'establiment a França o en el retorn a Espanya de bon nombre d'exiliats.
El setembre de 1939 va ser mobilitzat per l'exèrcit francès que lluitava contra Alemanya. Va ser fet presoner pels alemanys i internat a Chalon-sur-Saône. Aconseguí escapar i tornà a casa seva a Perpinyà on hi va romandre fins que, a través de la resistència francesa, s'assabentà que els alemanys el buscaven. Es traslladà a viure a Bellcaire, departament de l'Aude, fins al final del conflicte quan es va tornar a traslladar a Perpinyà. Va mantenir la relació amb Palafrugell, on tenia una residència que solia ocupar els estius. Morí a Perpinyà l'octubre de 2004; la seva família va complir la seva voluntat i les seves cendres van ser escampades a Tamariu.
El seu fons documental es conserva a l'Arxiu Municipal de Palafrugell.